# Johnstonov organ
Johnstonov organ je specializiran mehanoreceptorni organ v tipalnicah žuželk. Natančneje je med drugim (pedicelom) in tretjim členom tipalnic pri večini odraslih žuželk, drugi šesteronožni členonožci pa tega organa nimajo.
Je tip hordotonalnega organa, ki ga sestavljajo po obodu pedicela žarkasto razporejene čutilne celice (skolopidiji), ki zaznavajo deformacijo membranskega veznega dela skeleta na meji s tretjim členom tipalnice. Na ta način žuželka zazna gibanje končnega dela tipalnice, bodisi zaradi aktivnosti mišic, bodisi zaradi delovanja zunanjih sil. To so lahko med drugim sprememba smeri gibanja cele žuželke, gravitacija ali nihanje zraka ob tipalnici.
Posebej razvit je pri komarjih in trzačah, ki imajo zelo povečan pedicel, poln skolopidijev (okrog 7000, ki jih oživčuje do 30.000 čutilnih nevronov). Prvi je opisal to strukturo pri komarjih ameriški zdravnik Christopher Johnston, po katerem je dobil organ tudi ime. Samci pri teh vrstah z njim zaznavajo zvok v bližnjem zvočnem polju, ki ga z utripanjem kril proizvajajo samice, torej sodeluje pri spolnem vedenju. Frekvenca samičinega utripanja vzbudi resonanco v pahljačasto razvejani tipalnici samca, kar pomeni, da se nihanje ojača, skolopidiji Johnstonovega organa pa so uglašeni na točno to frekvenco. Na podlagi zaznanega zvoka potem prepoznajo in najdejo samico. Podobno je pri vinskih mušicah, kjer z njim samice zaznavajo dvorjenje samca - posebej dobro je ta organ preučen pri vrsti Drosophila melanogaster, domnevajo pa tudi, da je udeležen pri zaznavanju zibajočega plesa pri delavkah v čebelji koloniji.